# Scelolophia carnearia
Scelolophia carnearia är en fjärilsart som beskrevs av Dyar 1913. Scelolophia carnearia ingår i släktet Scelolophia och familjen mätare. Inga underarter finns listade.